# دائرة سيدي لعجال
دائرة سيدي لعجال إحدى دوائر ولاية الجلفة وعاصمتها سيدي لعجال. وتضم إلى جانب بلدية سيدي لعجال كل من بلديات الخميس وحاسي فدول.